# Васиљевдан
Васиљевдан (негде и Василијевдан, Василица) је празник Српске православне цркве који се слави 14. јануара по новом календару (тј. 1. јануара по старом календару) и посвећен је Светом Василију Великом, теологу и епископу из Цезареје у Кападокији.
Према народном обичају, жене би данас требало да припреме василицу. Василице могу бити слане или слатке. Слатке василице се припремају од киселог или лиснатог теста, а преливају се медом. Слане василице су и други назив за проју, с тим што се украшава на специјалан начин.
Празник Васиљевдан је у црквеном календару уписан црвеним словима као: Свети Василије Велики.